# Macierz Moore’a
Macierz Moore’a – macierz zdefiniowana nad ciałem skończonym, wprowadzona przez E.H. Moore. Kiedy jest to macierz kwadratowa, jej wyznacznik nazywa się wyznacznikiem Moore’a. Macierz Moore’a ma kolejne potęgi automorfizmu Frobeniusa zastosowane do pierwszej kolumny, więc jest to macierz {\displaystyle m\times n} postaci:
{\displaystyle M={\begin{bmatrix}\alpha _{1}&\alpha _{1}^{q}&\ldots &\alpha _{1}^{q^{n-1}}\\\alpha _{2}&\alpha _{2}^{q}&\ldots &\alpha _{2}^{q^{n-1}}\\\vdots &\vdots &\ddots &\vdots \\\alpha _{m}&\alpha _{m}^{q}&\ldots &\alpha _{m}^{q^{n-1}}\end{bmatrix}}}
lub
{\displaystyle M_{i,j}=\alpha _{i}^{q^{j-1}}}
dla wszystkich wskaźników {\displaystyle i} oraz {\displaystyle j.} (Niektórzy autorzy używają transpozycji powyższej macierzy).

## Wyznacznik macierzy Moore’a
Wyznacznik macierzy kwadratowej Moore’a {\displaystyle (m=n)} można przedstawić w postaci:
{\displaystyle \det(M)=\prod _{c}(c_{1}\cdot \alpha _{1}+\dots +c_{n}\cdot \alpha _{n}),}
gdzie {\displaystyle c} przebiega przez kompletny zbiór wektorów kierunkowych, mających ostatni niezerowy element równy 1, czyli
{\displaystyle \det(M)=\prod _{1\leqslant i\leqslant n}\prod _{c_{1},c_{2},\dots ,c_{i-1}}(c_{1}\cdot \alpha _{1}+\dots +c_{i-1}\cdot \alpha _{i-1}+\alpha _{i}).}